# Orquestra Sinfônica Simón Bolívar

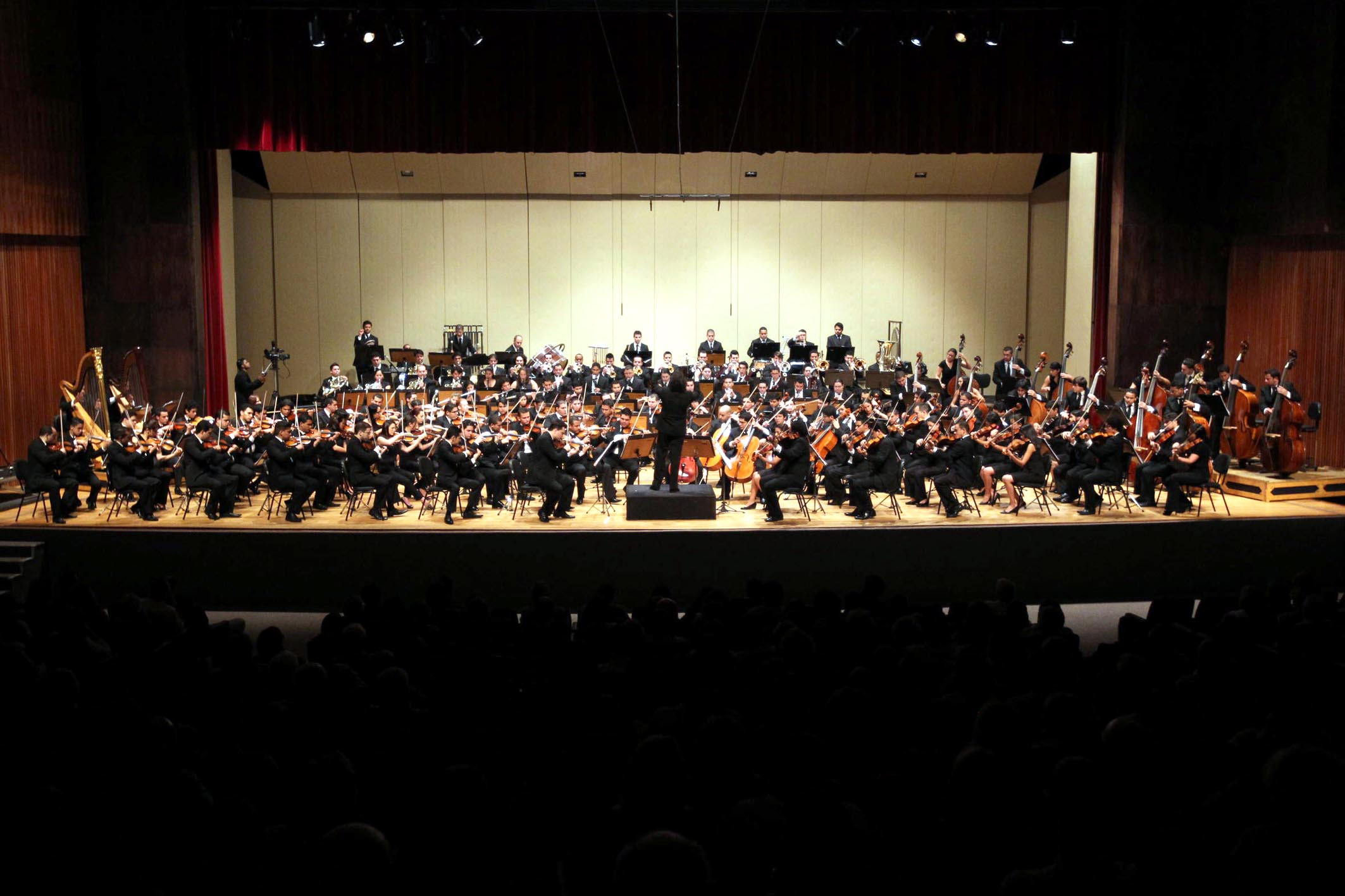
Apresentação da Orquestra no Teatro Castro Alves, em Salvador

A Orquestra Sinfônica Simón Bolívar (português brasileiro) ou Orquestra Sinfónica Simón Bolívar (português europeu) (em castelhano: Orquesta Sinfónica Simón Bolívar) é uma orquestra jovem venezuelana, e faz parte do sistema de 220 jovens orquestras. O economista José Antonio Abreu fundou a orquestra em 12 de fevereiro de 1978 fazendo parte da Fundação do Estado para o Sistema Nacional das Orquestras Juvenis e Infantis da Venezuela (em espanhol Fundacion del Estado para el Sistema Nacional de las Orquestas Juveniles e Infantiles de Venezuela). A orquestra está baseada em Caracas. Em 2007 mudou sua residência para o Complexo Cultural Teresa Carreño.
Gustavo Dudamel é o diretor artístico da orquestra desde 1999.

## Recepção no Reino Unido
Em Agosto de 2007 a orquestra fez sua estreia na BBC Proms, no Royal Opera House, Covent Garden, sendo aclamada pela crítica e recebendo uma recepção calorosa do público. O concerto foi transmitido pela BBC Four e pela BBC Rádio 3. No ano seguinte a orquestra apresentou um programa de música da América do Sul na estação de rádio inglesa Classic FM.